# Samsung Galaxy M23 5G
Samsung Galaxy M23 5G — смартфон середнього рівня, розроблений Samsung Electronics, що входить до серії Galaxy M. Був анонсований 4 березня 2022 року разом із Samsung Galaxy M33 5G, Samsung Galaxy A13 та Samsung Galaxy A23. В Індії Samsung Galaxy M23 5G був представлений як Samsung Galaxy F23 5G.

## Дизайн
Екран виконаний зі скла Corning Gorilla Glass 5, а задня панель та рамка — з матового пластику. Ззаду Galaxy M23 5G схожий на Samsung Galaxy M13.
Знизу знаходяться роз'єм USB-C, динамік, мікрофон та 3,5 мм аудіороз'єм, зверху — другий мікрофон, зліва — слот під 2 SIM-картки і карту пам'яті формату microSD до 1 ТБ, а справа — кнопки регулювання гучності та кнопка блокування, в яку вбудований сканер відбитків пальців.
Samsung Galaxy M23 5G продається в 3 кольорах: рожеве золото, зеленому та блакитному.

## Технічні характеристики

### Апаратне забезпечення

#### Платформа
Пристрій отримав процесор Qualcomm Snapdragon 750G та графічний процесор Adreno 619.

#### Акумулятор
Акумуляторна батарея має ємність 5000 мА·год. Також присутня підтримка швидкої зарядки потужністю 25 Вт.

#### Камера
Смартфон отримав основну потрійну камеру, що складається із ширококутного об'єктива на 50 Мп з діафрагмою f/1.8 і фазовим автофокусом, надширококутного об'єктива на 8 Мп з діафрагмою f/2.2 і кутом огляду 123° та макрооб'єктива на 2 Мп з діафрагмою f/2.4. Основна камера вміє записувати відео в роздільній здатності 4K@30fps. Також Galaxy M23 5G отримав передню ширококутну камеру на 8 Мп з діафрагмою f/2.2 та можливістю запису відео в роздільній здатності 1080p@30fps.

#### Екран
Galaxy M23 5G отримав екран Infinity-V (з краплеподібним вирізом) типу TFT LCD, діагоналлю 6,6" з роздільною здатністю Full HD+ (2408 × 1080), щільністю пікселів 400 ppi, співвідношенням сторін 20:9 та частотою оновлення 120 Гц.

#### Пам'ять
Samsung Galaxy M23 5G продавався в конфігураціях 4/64, 4/128 та 6/128 ГБ. В Україні смартфон офіційно продавався тільки в конфігураціях 4/64 та 4/128 ГБ.

### Програмне забезпечення
Смартфон був випущений на One UI 4.1 на базі Android 12. Був оновлений до One UI 6.1 на базі Android 14.